# شینجی اونو
شینجی اونو (به انگلیسی: Shinji Ono) بازیکن سابق فوتبال اهل ژاپن است. که در تاریخ ۰۱ آوریل ۱۹۹۸ میلادی اولین بازی ملی‌اش را انجام داد. او در ۵۶ بازی ملی حضور داشت و آخرین بازی ملی خود را در تاریخ ۲۰ اوت ۲۰۰۸ میلادی انجام داد.در بازی‌های ملی‌اش ۶ گل به ثمر رساند.